# 石川沙織
石川 沙織（いしかわ さおり、1987年7月7日 - ）は、千葉県出身の元タレント、元グラビアアイドル。サンズエンタテインメントに所属していた。

## 人物・来歴
- 週刊ヤングサンデー（小学館）の「YS乙女学院」の第1期生を経てグラビアデビュー。2014年頃までテレビのバラエティ番組にも出演していたなど、タレント活動も行っていた。
- ハローキティの大ファンである。

## 出演

### テレビ
- ハッピーMusic（日本テレビ）
- オールスター感謝祭（2010年10月2日、2011年4月9日、2011年10月1日、TBS）
  - 2010秋　105位 17問 1:06.51
  - 2011春　40位 26問 2:21.53
  - 2011秋　41位 19問 2:03.21
- ハケンOLは見た!（2010年10月18日、テレビ東京） ゲスト
- ダウンタウンDX（2011年1月20日、読売テレビ）
- ウドちゃんカナちゃん お悩み相談本舗（2012年10月13日、TOKYO MX）
- サンズのニコジョッキー（2012年-、ニコジョッキー）
- 通販ライフ ネギリ屋 (2014年2月11日、TBS)

### DVD
- Cutie×Beauty（GPミュージアムソフト、2009年）